# Krajné Čierno
Krajné Čierno és un poble i municipi d'Eslovàquia. Es troba a la regió de Prešov, al nord del país.

## Història
La primera referència escrita de la vila data del 1618.

## Demografia
| Godina             | 1994 | 2004   | 2014    | 2024   |
| ------------------ | ---- | ------ | ------- | ------ |
| Nombre de persones | 84   | 86     | 71      | 78     |
| Diferència         |      | +2,38% | −17,44% | +9,85% |

| Godina             | 2023 | 2024  |
| ------------------ | ---- | ----- |
| Nombre de persones | 80   | 78    |
| Diferència         |      | −2,5% |